# فرورفتگی کارا
فرورفتگی کارا (انگلیسی: Kara Depression) یک پهنه و فرورفتگی در ناحیه خودگردان ننتس کشور روسیه است.